# Apiloscatopse flavicollis
Apiloscatopse flavicollis är en tvåvingeart som först beskrevs av Johann Wilhelm Meigen 1818.  Apiloscatopse flavicollis ingår i släktet Apiloscatopse och familjen dyngmyggor. Inga underarter finns listade i Catalogue of Life.